# 郝德泉
郝德泉，京劇琴師，曾給周信芳、蓋叫天、王正屏、沈金波、趙曉嵐等京劇表演藝術家操琴（以京劇胡琴；京胡給演員伴奏唱腔和帶領音樂旋律）。
中華人民共和國1949年10月1日成立後，他與周信芳劇組展開長期合作，周信芳新編的古裝京劇《秦香蓮》、《義責王魁》、《海瑞上疏》等都是他的胡琴，張鑫海的鼓，复排的周信芳早期戲《斬經堂》（《吳漢殺妻》）、《鹿台恨》（《封神榜》；《摘星樓》）也是同樣音樂陣容。
《投軍別窯》等1些生旦對唱戲碼由查長生和他分任琴師。
周信芳1950年代在中國唱片公司錄製的1批唱片，琴師是姜鴻奎，
周信芳的彩色京劇電影《宋士杰》、《周信芳舞台藝術》（含《徐策跑城》、《坐樓殺惜》2部戲）都是他做琴師，張鑫海打鼓（職稱「指揮」）。
1960年代蓋叫天的彩色京劇電影《武松》，他與黎秋覺分任琴師，高明亮打鼓（職稱「指揮」）。